# Lissotesta bicarinata
Lissotesta bicarinata är en snäckart som beskrevs av Powell 1940. Lissotesta bicarinata ingår i släktet Lissotesta och familjen Skeneidae. Inga underarter finns listade i Catalogue of Life.